# Sahndra Fon Dufe
Sahndra Fon Dufe, née le 28 octobre 1989 à Bamenda, est une actrice, autrice, scénariste et productrice de cinéma camerounaise. 

## Biographie

### Jeunesse
Sahndra Fon Dufe naît le 28 octobre 1989 à Bamenda dans la région du Nord-Ouest du Cameroun, de Ya Lydia Fondufe et du colonel Gilbert Fondufe, juge militaire au Cameroun. Avec Sahndra, ses frères, Serge F Fondufe, Glenn V Fondufe, son frère adoptif Nsame Gideon Ngo et sa cousine Vanessa Sakah ont été élevés au Cameroun en tant que chrétiens catholiques. Ils ont vécu dans plusieurs villes camerounaises, dont Douala, Buéa, Garoua, Bafoussam et Yaoundé. Ses parents vivent actuellement à Yaoundé.

### Études
Elle fait ses études l'école PNEU à Bamenda et diplômé de l'Our Lady of Lourdes College Mankon. Elle fait ses études supérieures à l'université de Buéa où elle obtient un diplôme en droit.

### Carrière
Elle commence sa carrière dans les films locaux, elle a joué dans le long métrage de Gold Age Productions Standing the Rain sorti en 2009. En 2012, elle a joué dans Black November avec Wyclef Jean, Akon et Hakeem Kae-kazim. En 2013 elle a joué un rôle dans Réfugiés de Franck Rajah avec Yvonne Nelson.